# 4126-os mellékút (Magyarország)
A 4126-os mellékút egy közel 5 kilométeres hosszúságú, négy számjegyű mellékút Szabolcs-Szatmár-Bereg vármegye északkeleti részén: Gulács és Tivadar községeket köti össze. Fő iránya, kisebb irányváltásoktól eltekintve végig északnyugat-délkeleti.

## Nyomvonala
Gulács központjában ágazik ki a 4113-as útból, annak a 49+650-es kilométerszelvénye táján, délkelet felé. Szabadság utca néven halad a belterület széléig, amit nagyjából 1,4 kilométer megtétele után ér el. Kevéssel a harmadik kilométere után lép át Tivadar határai közé, e községet majdnem pontosan a negyedik kilométerénél éri el, s ott Petőfi Sándor utca lesz a neve. Így is ér véget a település központjában, beletorkollva a 4127-es útba, annak kicsivel a 16. kilométere előtt.
Teljes hossza, az országos közutak térképes nyilvántartását szolgáló kira.kozut.hu adatbázisa szerint 4,901 kilométer.

## Települések az út mentén
- Gulács
- Tivadar